# Гілуве
Гілуве (англ. Mount Giluwe) — друга за висотою вершина Папуа Нової Гвінеї після гори Вільгельм. Висота — 4367 метрів. Розташована в провінції Південний Гайлендс. Є щитовим вулканом, покритим великими альпійськими луками. Стародавні вулканічні неки утворюють дві вершини, з яких найвищою є центральний пік, а східний пік розташований приблизно за 2  км і досягає висоти 4300 м. Гілуве — найвищий вулкан Австралії і Океанії.

## Геологія
Первісний вулкан на місці гори Гілуве сформувався близько 650—800 тисяч років тому. Ймовірно, він був стратовулканом, висота якого дорівнювала висоті сучасного піку. В ході льодовикового похолодання періоду плейстоцену значна частина гори зазнала сильної ерозії, в результаті якої сформувалося кілька некків, що утворюють сучасні вершини. Під час нового періоду вулканічних вивержень близько 220—300 тисяч років тому відбулося формування щитоподібних гірських мас, що становлять сучасну гору Гілуве. При цьому частина лави вивергалася під льодовиковим покриттям. В ході останнього льодовикового періоду верхні схили Гілуве були покриті великою льодовиковою шапкою завтовшки близько 150 м, при цьому тільки головний і східний піки виступали з цієї шапки, піднімалися над нею і утворювали нунатаки. У найхолодніші часи льодовикова шапка досягала в діаметрі 15 км і займала площу понад 100 км². Вивідні льодовики спускалися аж до висоти в 3200-3500  м, залишаючи після себе численні відкладення у вигляді льодовикового тиллу і морен. Хоча в даний час на Гілуве відсутні льодовики, в районі його розташування збереглися численні кари та долини. Сучасні ж погодні умови на Гілуве на висоті близько 3400 м досить суворі та сприятливі для нічних заморозків і частих снігопадів.

## Історія
Австралійські дослідники Мік Леги (англ. Mick Leahy) і його брат Ден, були першими європейцями, які відкрили вулкан, вони також першими піднялися на Гілуве. Проте на роль першовідкривача гори також претендував інший дослідник, Джек Гайдс (англ. Jack Hides), який стверджував, що першим побачив пік ще в 1935 році, назвавши його горами Мінарету (англ. Minaret Mountains). Проте ця назва гори не закріпилося за нею зважаючи на те, що Леги в тому ж 1935 році вирушив до Лондона і організував слухання в Королівському географічному товаристві. Він виступив зі своїм зверненням 21 листопада 1935 року, і в наступному році йому було офіційно вручено грошову винагороду за відкриття гори, про яке було написано в журналі Товариства.

## Флора і фауна
Схили гори Гілуве мають низку різноманітних зон рослинності, також відомими як біоми. Між 2500 м і 2800 м в нижніх гірських лісах переважають південний бук і елеокарпус (англ. Elaeocarpus) з великим включенням квіткових рослин Freycinetia родини Pandanus, зарості бамбука Arthrostylidium, багато імбиру', орхідей, папоротей, трав і чагарників, у тому числі бегонії. Фауна птахів представлена ендемічними карликовими казуарами.
У верхніх гірських лісах переважають хмарні ліси, зі слабко розвиненими покритими мохами деревами роду Quintinia і хвойними, в тому числі Papuacedrus і Podocarpus. Земля вкрита папороттю різних видів, включаючи Blechnum і найбільшими у світі мохами (Dawsonia superba) до 55 см у висоту. Рододендрони ростуть, як епіфіти на деревах, аналогічно орхідеям хмарних лісів. Цей ліс завжди, немовби оповитий хмарою.
На висоті 3200 метрів, відкриваються субальпійські луки вкриті мохами. Цей різкий перехід знаменує собою ступінь зледеніння протягом останнього льодовикового періоду. На луках ростуть високі ендемічні деревоподібні папороті. Серед кущів трави ростуть крихітні польові квіти, в тому числі Veronica, Viola і Gaultheria. В гірських потоках і болотах живуть види жаб, які не зустрічаються більше ніде на Землі. Це також область ендемічного сумчатого кускуса, родини кускусові. Ділянки реліктового субальпійського лісу ростуть в захищених від морозів районах. Червоний рододендрон і Dimorphanthera рясніє в кострубатих карликових лісах з білою бородою лишайників, які висять на гілках.
Вище 3400 метрів на великому альпійському плато росте астелія, рослинні подушки мохів можна знайти поряд з численними озерами, поряд з альпійською чорницею (Vaccinium) і айстрами, в скелястій місцевості.